# КК Црвена звезда сезона 2004/05.
Сезона 2004/05 КК Црвена звезда обухвата све резултате и остале информације везане за наступ Црвене звезде у сезони 2003/04. и то у следећим такмичењима: УЛЕБ Куп, Јадранска лига, Првенство Србије и Црне Горе и Куп Радивоја Кораћа.

## Тим
| бр     | бр     | Позиција      | Име                   | Националност                  | Напомене           |
| ------ | ------ | ------------- | --------------------- | ----------------------------- | ------------------ |
| 4      | 4      | плејмејкер    | Горан Јеретин         | Савезна Република Југославија |                    |
| 6      | 6      | крило         | Вујадин Суботић       | Савезна Република Југославија |                    |
| 7      | 7      | крило         | Јован Копривица       | Савезна Република Југославија |                    |
| 9      | 9      | крилни центар | Милош Мирковић        | Савезна Република Југославија |                    |
| 11     | 11     | бек           | Златко Савовић        | Савезна Република Југославија |                    |
| 11     | 11     | крилни центар | Милко Бјелица         | Савезна Република Југославија |                    |
| 12     | 12     | крилни центар | Емре Бајев            | Турска                        |                    |
| 13     | 13     | центар        | Рашко Катић           | Савезна Република Југославија |                    |
| 14     | 14     | центар        | Владислав Драгојловић | Савезна Република Југославија |                    |
| 15     | 15     | бек           | Никола Лепојевић      | Савезна Република Југославија |                    |
| 17     | 17     | крило         | Чедомир Витковац      | Савезна Република Југославија |                    |
| 18     | 18     | бек           | Вук Радивојевић       | Савезна Република Југославија |                    |
| 20     | 20     | крилни центар | Тадија Драгићевић     | Србија                        |                    |
| 32     | 32     | плејмејкер    | Ендру Визнески        | Сједињене Америчке Државе     |                    |
| 51     | 51     | центар        | Владан Вукосављевић   | Савезна Република Југославија |                    |
|        |        | плејмејкер    | Џерод Хендерсон       | Сједињене Америчке Државе     | дошао током сезоне |
| Тренер | Тренер | Тренер        | Змаго Сагадин         | Словенија                     |                    |

## Промене у саставу
| - Златко Савовић (из Венспилс) - Ендру Визнески (из Сентури колеџ) - Никола Лепојевић (из ОКК Београд) - Владан Вукосављевић) | - Игор Ракочевић (у Памеса) - Милан Дозет (у Војводина) - Александар Ђурић (у Телеком Бон) - Лука Богдановић (у Партизан) - Славко Вранеш (у Будућност) |

## Суперлига Србије и Црне Горе

### Табела
|    | Тим                 | Игр. | Поб. | Изг. | П+   | П-   | П+/- | Бод |
| -- | ------------------- | ---- | ---- | ---- | ---- | ---- | ---- | --- |
| 1. | Партизан            | 14   | 11   | 3    | 1282 | 1158 | +124 | 25  |
| 2. | Хемофарм            | 14   | 11   | 3    | 1323 | 1169 | +154 | 25  |
| 3. | Рефлекс             | 14   | 10   | 4    | 1206 | 1096 | +110 | 24  |
| 4. | Црвена звезда       | 14   | 9    | 5    | 1279 | 1220 | +59  | 23  |
| 5. | НИС Војводина       | 14   | 6    | 8    | 1193 | 1190 | +3   | 20  |
| 6. | Атлас               | 14   | 5    | 9    | 1132 | 1208 | -76  | 19  |
| 7. | Будућност Подгорица | 14   | 3    | 11   | 1128 | 1236 | -108 | 17  |
| 8. | Слога Краљево       | 14   | 1    | 13   | 1128 | 1394 | -266 | 15  |

Легенда:

### Полуфинале
| 14. 6. 2005. | Извештај | Партизан                              | 104 : 68 | Црвена звезда | Хала Пионир, Београд Гледаоци: 5125 Судије: Белојевић, Нешковић, Мрдак |  |
| 14. 6. 2005. | Извештај | Четвртине: 28-14, 24-19, 30-13, 22-22 |          |               | Хала Пионир, Београд Гледаоци: 5125 Судије: Белојевић, Нешковић, Мрдак |  |
| 14. 6. 2005. | Извештај | Поени: Степ 24                        |          | Хендерсон 15  | Хала Пионир, Београд Гледаоци: 5125 Судије: Белојевић, Нешковић, Мрдак |  |

| 16. 6. 2005. | Извештај | Црвена звезда                         | 86 : 91 | Партизан     | Хала Пионир, Београд Гледаоци: 4500 Судије: Белошевић, Мрдак, Јурас |  |
| 16. 6. 2005. | Извештај | Четвртине: 24-28, 24-12, 17-23, 21-28 |         |              | Хала Пионир, Београд Гледаоци: 4500 Судије: Белошевић, Мрдак, Јурас |  |
| 16. 6. 2005. | Извештај | Поени: Хендерсон 38                   |         | Милојевић 27 | Хала Пионир, Београд Гледаоци: 4500 Судије: Белошевић, Мрдак, Јурас |  |

## Куп Радивоја Кораћа
Црвена звезда изгубила је у четвртфиналу од екипе Атласа резултатом 89'86

## Јадранска лига

### Табела
|     | Екипа              | Игр. | Поб. | Изг. | П+   | П-   | П+/- | Бод |
| --- | ------------------ | ---- | ---- | ---- | ---- | ---- | ---- | --- |
| 1.  | Хемофарм           | 30   | 22   | 8    | 2591 | 2426 | +165 | 52  |
| 2.  | Партизан ПМБ       | 30   | 20   | 10   | 2539 | 2386 | +153 | 50  |
| 3.  | Црвена звезда      | 30   | 20   | 10   | 2489 | 2260 | +229 | 50  |
| 4.  | Унион Олимпија     | 30   | 20   | 10   | 2480 | 2348 | +132 | 50  |
| 5.  | Рефлекс            | 30   | 20   | 10   | 2422 | 2302 | +120 | 50  |
| 6.  | Цибона ВИП         | 30   | 19   | 11   | 2560 | 2334 | +226 | 49  |
| 7.  | Задар              | 30   | 19   | 11   | 2491 | 2320 | +171 | 49  |
| 8.  | Босна АСА БХТ      | 30   | 18   | 12   | 2425 | 2395 | +30  | 48  |
| 9.  | Пивоварна Лашко    | 30   | 16   | 14   | 2224 | 2108 | +116 | 46  |
| 10. | Геоплин Слован     | 30   | 15   | 15   | 2352 | 2356 | -4   | 45  |
| 11. | Шибенка Далмаре    | 30   | 11   | 19   | 2310 | 2516 | -206 | 41  |
| 12. | Загреб             | 30   | 11   | 19   | 2404 | 2547 | -143 | 41  |
| 13. | Широки Херцегтисак | 30   | 9    | 21   | 2208 | 2459 | -251 | 39  |
| 14. | Будућност          | 30   | 9    | 21   | 2323 | 2540 | -217 | 39  |
| 15. | Сплит КО           | 30   | 6    | 24   | 2284 | 2476 | -192 | 36  |
| 16. | Хелиос             | 30   | 5    | 25   | 2171 | 2500 | -329 | 35  |

Легенда:
Завршни турнир осморице за сезону 2004/05. одржан је од 28. априла до 1. маја 2005. у Хали Пионир у Београду.

### Четвртфинале
| 29. 4. 2005. 20:00 | Извештај | Црвена звезда                                                      | 73 : 71 | Цибона ВИП                 | Хала Пионир, Београд Гледаоци: 4.000 Судије: Никос Питсилкас (ГРЧ), Стелиос Кукулекидис (ГРЧ), Рецеп Анкарали (ТУР) |  |
| 29. 4. 2005. 20:00 | Извештај | Четвртине: 19-18, 12-19, 19-16, 23-18                              |         |                            | Хала Пионир, Београд Гледаоци: 4.000 Судије: Никос Питсилкас (ГРЧ), Стелиос Кукулекидис (ГРЧ), Рецеп Анкарали (ТУР) |  |
| 29. 4. 2005. 20:00 | Извештај | Поени: Хендерсон 18 Скокови: 3 играча 5 Асистенције: Радивојевић 6 |         | Бадер 20 Бадер 12 Крстић 4 | Хала Пионир, Београд Гледаоци: 4.000 Судије: Никос Питсилкас (ГРЧ), Стелиос Кукулекидис (ГРЧ), Рецеп Анкарали (ТУР) |  |

### Полуфинале
| 30. 4. 2005. 20:00 | Извештај | Партизан ПМБ                                                       | 86 : 82 | Црвена звезда                     | Хала Пионир, Београд Гледаоци: 3.000 Судије: Дубравко Мухвић (ХРВ), Горан Урукало (ХРВ) |  |
| 30. 4. 2005. 20:00 | Извештај | Четвртине: 17-25, 24-20, 19-14, 26-23                              |         |                                   | Хала Пионир, Београд Гледаоци: 3.000 Судије: Дубравко Мухвић (ХРВ), Горан Урукало (ХРВ) |  |
| 30. 4. 2005. 20:00 | Извештај | Поени: Милојевић 26 Скокови: Милојевић 10 Асистенције: Авдаловић 8 |         | Хендерсон 22 2 играча 7 Јеретин 5 | Хала Пионир, Београд Гледаоци: 3.000 Судије: Дубравко Мухвић (ХРВ), Горан Урукало (ХРВ) |  |